# Fjord de Lyngen
Le fjord de Lyngen (en norvégien Lyngenfjorden, Lyngsfjorden ou tout simplement Lyngen) est un fjord situé dans le comté de Troms, au nord de la Norvège. 
Le fjord a donné son nom à la commune de Lyngen, et aux Alpes de Lyngen, situées à l'ouest du fjord. 

## Géographie
Outre la commune de Lyngen, le fjord est bordé par les communes de Skjervøy, Nordreisa, Kåfjord et Storfjord.
Le Kåfjorden débouche sur la rive Est du Fjord de Lyngen.

## Galerie

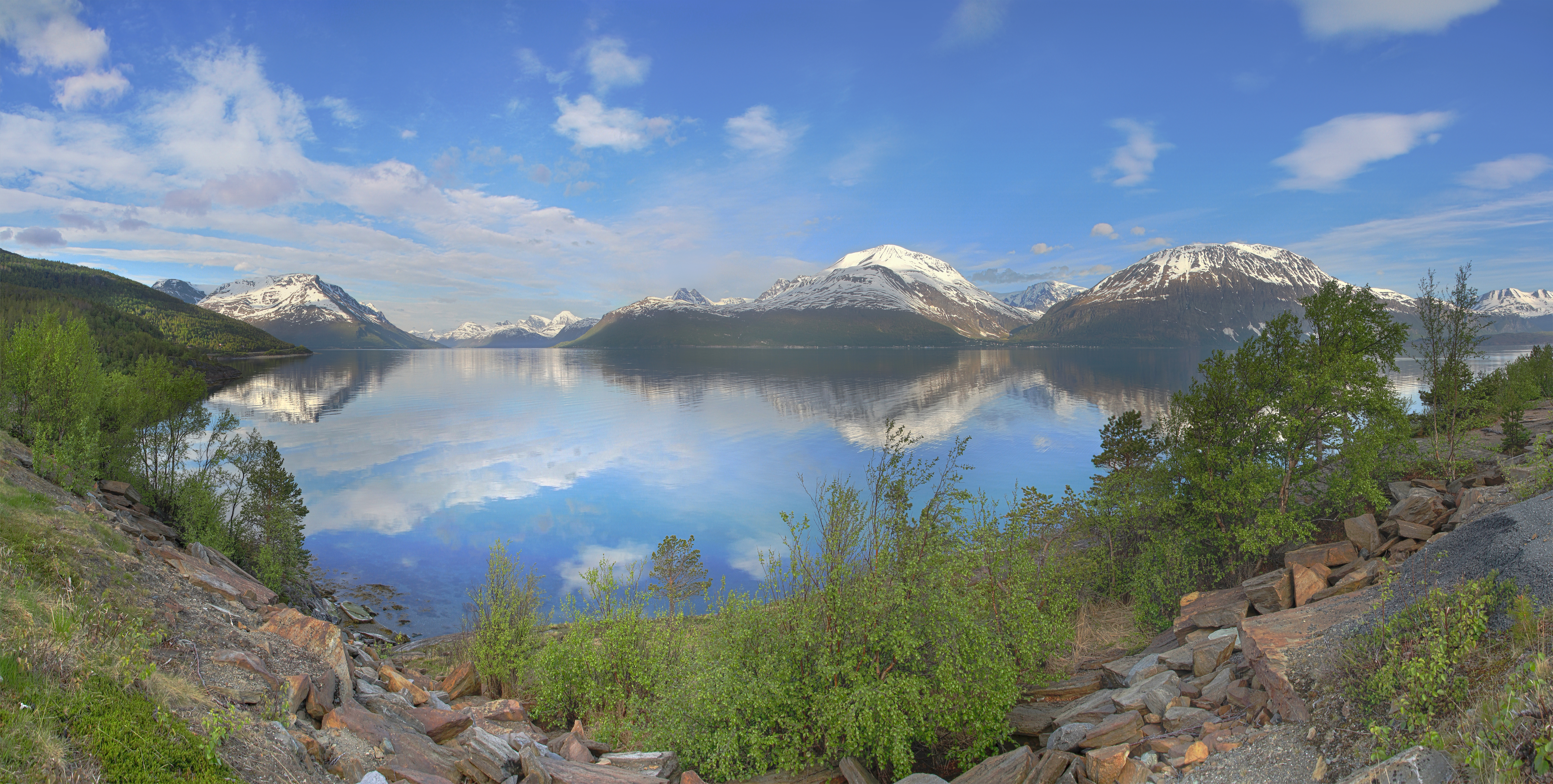
Vue du fjord de Lyngen.
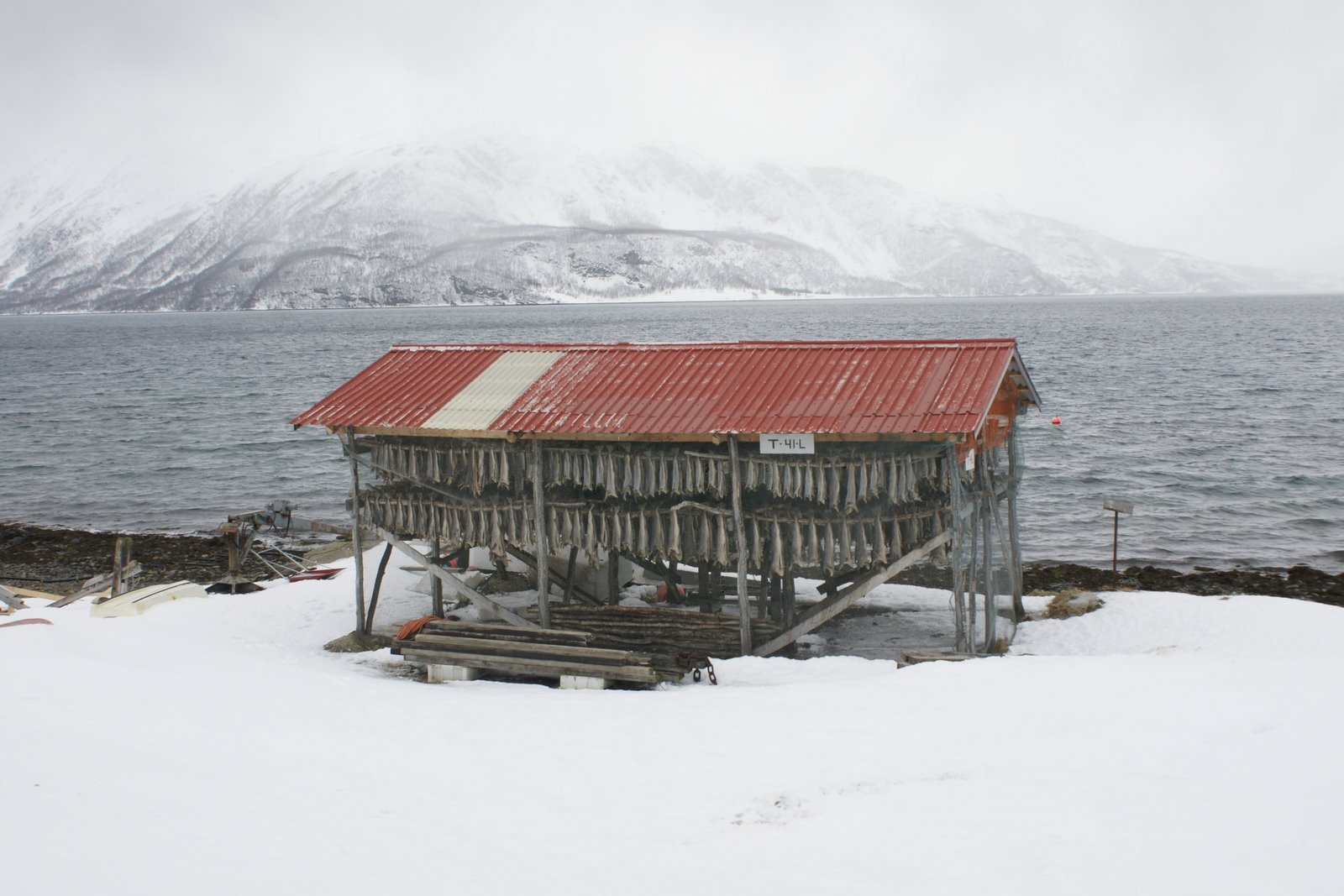
Poisson séchant au bord du fjord.
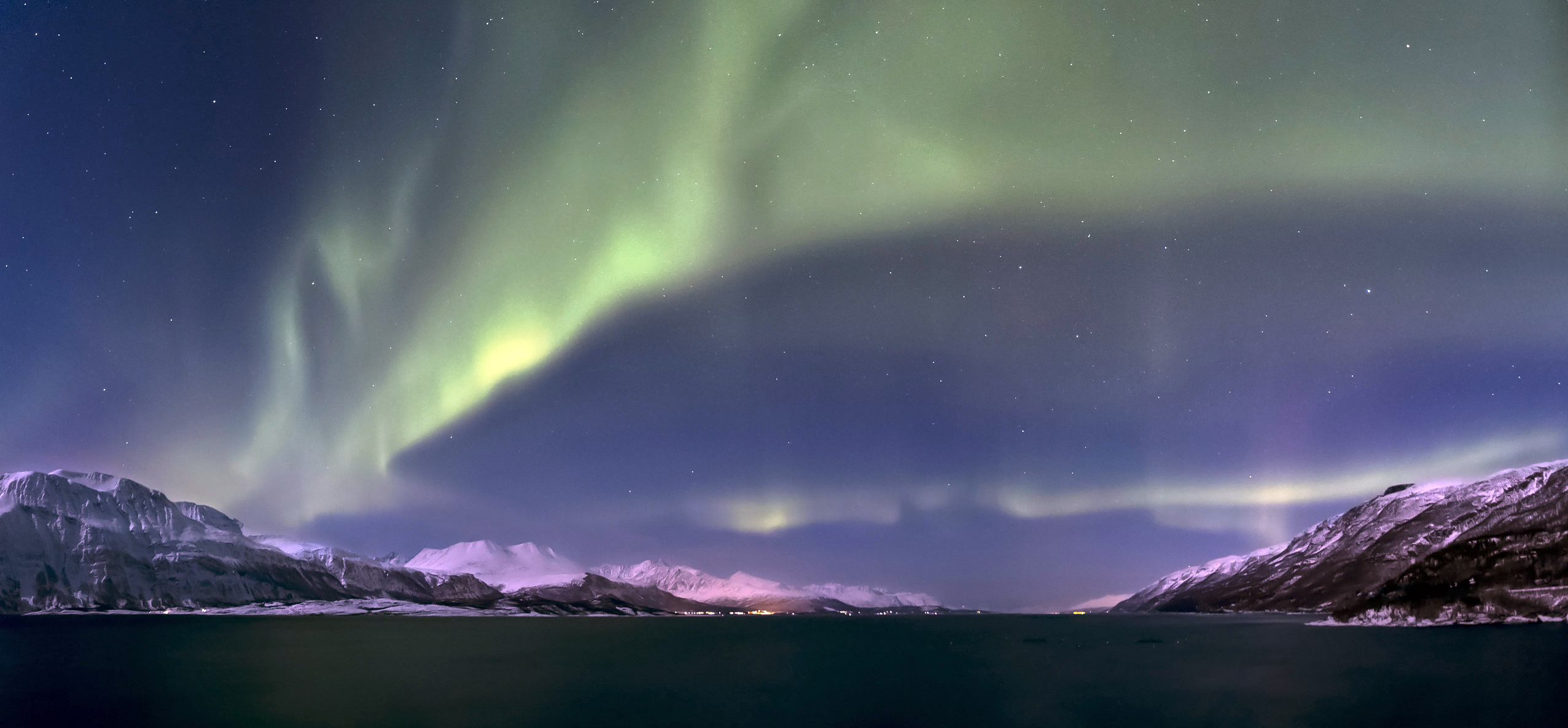
Vue du fjord sous les  aurores boréales.